# Еськовка (Могилёвская область)
Е́ськовка (бел. Еськаўка) — деревня в составе Михеевского сельсовета Дрибинского района Могилёвской области Республики Беларусь.

## Население
- 1999 год — 94 человека
- 2010 год — 32 человека

## Знаменитые земляки
- Ковалёва Нина Дмитриевна, поэтэсса - член союза писателей Беларуси